# Mixcloud
Mixcloud è un servizio musicale di streaming via internet che permette l'ascolto e la distribuzione di spettacoli radiofonici, mix di disc jockey e podcast, che sono caricati dai suoi utenti registrati.

## Storia
Mixcloud fu in origine finanziata dai suoi fondatori e continua ad essere di proprietà completamente dal suo gruppo.
Fu fondata come startup nel 2008 da Nikhil Shah e Nico Perez che si incontrarono alla Università di Cambridge.
Dal 2012 Mixcloud ha riportato di avere oltre 3 milioni di utenti attivi e più di 500.000 utenti registrati all'applicazione Facebook.
Dal novembre 2011, Mixcloud ha aumentato il suo limite di caricamento a 100MB e permette caricamenti senza limiti di grandezza. Gli utenti possono anche condividere podcast e mix via Facebook, Twitter e Google+. Mette a disposizione applicazioni per i dispositivi mobili per Android e iOS.